# Whiskey Rebellion
La Whiskey Rebellion, meno nota come Whiskey Insurrection, fu un sollevamento popolare che ebbe inizio nel 1791 - durante la presidenza di George Washington - e terminò in una vera e propria insurrezione nella località di Washington in Pennsylvania, nella Monongahela valley. Essa venne attuata dai coloni dei monti Appalachi che protestavano per l'istituzione di una accisa sui liquori e bevande distillate.
Questa tassa era stata proposta dal Segretario di Stato al Tesoro degli Stati Uniti, Alexander Hamilton, approvata dal Congresso e promulgata come legge dal presidente George Washington.

## Antefatto
Il debole ed inefficace governo degli Stati Uniti funzionante secondo gli Articoli della Confederazione, era stato sostituito da un governo federale più forte sotto le leggi della Costituzione degli Stati Uniti nel 1789. Questo nuovo governo, su istanza del Segretario al Tesoro Alexander Hamilton, si assunse il debito dei singoli stati derivante dalla Guerra d'indipendenza americana. Uno dei provvedimenti presi da Hamilton per pagare detto debito, fu l'istituzione di una tassa su spiriti e distillati approvata dal Congresso nel 1791. Ai grandi produttori venne imposta una accisa di 6 centesimi di dollaro a gallone. Ai più piccoli produttori, invece, la maggior parte dei quali era di origine scozzese o irlandese e localizzata nelle aree occidentali e più remote, venne applicata una percentuale più alta, pari a nove centesimi a gallone. Questi coloni occidentali erano in difficoltà economiche, lontani dalle fonti di approvvigionamento dei cereali per la produzione dei distillati, con costi maggiori di trasporto su una viabilità notevolmente inadeguata.

## Ribellione
La tassa sul whisky venne strenuamente avversata dal primo giorno della sua approvazione. I coltivatori occidentali considerarono che essa fosse ingiusta e discriminatoria fino a quando non avessero convertito in distillato il grano che avevano ancora in giacenza. Infatti, il liquore così prodotto poteva essere facilmente trasportato e venduto, mentre il grano in loro possesso era di difficile trasporto. Poiché la tassa doveva essere pagata dai produttori, questo provvedimento colpì molti coloni. Vi furono molte riunioni di protesta e si verificò una situazione simile a quella dell'opposizione allo Stamp Act del 1765 precedente la Rivoluzione americana.
Dalla Pennsylvania alla Georgia, le contee occidentali misero in atto una campagna di molestia contro gli esattori delle tasse federali. I produttori fecero anche proteste violente in Maryland, Virginia, Carolina del Nord e del Sud.
Nell'estate del 1794, le tensioni giunsero ad un livello di rottura lungo tutta la frontiera occidentale quando la principale risorsa dei pionieri/coloni fu messa in pericolo dalle misure governative. A quel punto, le civili proteste divennero una ribellione armata: i primi scontri avvennero presso la casa colonica di Oliver Miller oggi South Park Township in Pennsylvania, circa 16 km a sud di Pittsburgh. Come misure di lotta che si diffusero per tutta la frontiera, venne deciso il furto della posta, il blocco dei provvedimenti giudiziari e la minaccia di un assalto alla città di Pittsburgh. Un gruppo di coloni travestito da donna assalì un esattore di tasse, gli rasò i capelli e gli sottrasse il cavallo. Sebbene non uccisero l'esattore, lo sfregiarono in maniera permanente.
George Washington e Alexander Hamilton, ricordandosi della Shays' Rebellion di otto anni prima, decisero di fare in Pennsylvania una prova dell'autorità federale. Washington ordinò che i contestatori fossero citati in giudizio presso la Corte del distretto federale. Il 7 agosto 1794, Washington invocò la legge marziale per chiamare in causa le milizie di Pennsylvania, Virginia e di molti altri stati. Le forze che vennero opposte ai ribelli erano composte da uomini provenienti dagli stessi stati nei quali avrebbero dovuto operare.
Venne organizzata una milizia di 13 000 uomini quasi simile, per numero, all'intero esercito che combatté la Guerra d'indipendenza. Sotto il comando personale di Washington, Hamilton e l'eroe della guerra d'indipendenza generale Henry "Lighthorse Harry" Lee, l'esercito venne radunato a Harrisburg e marciò verso la Pennsylvania occidentale, nell'ottobre del 1794. Jefferson disse: "I ribelli non saranno mai trovati" ma la milizia operò degli sforzi considerevoli che portarono all'arresto di 20 ribelli riuscendo così ad affermare l'autorità dello Stato federale. Gli uomini furono imprigionati e nel corso della detenzione uno di loro morì. Altri due vennero condannati per alto tradimento e condannati all'impiccagione. Furono comunque graziati dal presidente Washington in quanto uno era un "semplicione" e l'altro un "alienato".

## Conseguenze
Questa fu la prima volta, dopo la costituzione dello Stato federale, che le truppe della federazione intervennero per intimare l'osservanza delle leggi federali da parte dei cittadini americani. Fu anche una delle due volte che un presidente guidò personalmente le operazioni militari sul campo. (L'altra fu quando il presidente James Madison intervenne contro l'occupazione britannica di Washington durante la Guerra del 1812.)
La repressione militare della Whisky Rebellion pose un precedente che stabilì come i cittadini americani che desideravano cambiare una legge dovevano farlo pacatamente attraverso i loro rappresentanti in parlamento; altrimenti, il governo sarebbe stato costretto ad intervenire con la forza per mantenere l'ordine nell'interesse dell'intera nazione.
La repressione ebbe anche, come conseguenza non intenzionale, quella di incoraggiare i piccoli produttori di whisky in Kentucky e Tennessee che rimase fuori della sfera di controllo federale per molti più anni. In queste aree di frontiera, essi trovarono anche del buon mais, che unito alle acque particolarmente pure che scorrevano negli stati, consentì loro la produzione del Bourbon whiskey.
La ribellione e la sua repressione ebbero inoltre il risultato di allontanare la gente dal Partito federalista per indirizzarla verso i partiti Democratico e Repubblicano. Questo fu dimostrato nel Congresso elettivo di Filadelfia del 1794 dove il Democratico John Swanwick vinse, con una affermazione schiacciante, contro il Federalista in carica Thomas Fitzsimons, vincendo in 7 dei 12 distretti con il 57% dei voti.
L'odiata tassa sul whisky venne abrogata nel 1803.

## Cultura di massa
Susanna Rowson usò la Whiskey Rebellion come fonte di ispirazione per una farsa musicale per il teatro chiamata The Volunteers. I testi vennero messi in musica da Alexander Reinagle della New Company, che rappresentò il lavoro a Filadelfia nel 1795.